# Древесный даман
Древесный даман (Dendrohyrax arboreus) — млекопитающее отряда даманов.

## Размеры
Длина 44–56 см. Вес 1.2–2.6кг. 

## Описание
Древесный даман в отличие от западного дамана серого окраса с длинной и мягкой шерстью. Белое пятно под подбородком отсутствует, а нос покрыт волосами. На спине имеется кремовое, безволосое пятно размером от 23 до 30 мм.

## Распространение
Область распространения древесного дамана охватывает Центральную и Восточную Африку, от центральной Кении до Восточно-Капской провинции и Квазулу-Натал, а также на запад до северо-восточной Анголы. В Ботсване, Зимбабве и провинции Лимпопо вид отсутствует.
Обитает в низменных и горных лесах и чащах. Живёт на фиговых деревьях, в зарослях акаций, лесах вдоль рек.

## Среда обитания
Леса, влажные саванны, вечнозеленые заросли, мозаики (происходящие из лесов) и горные местообитания. D. arboreus ruwenzorii и родственные формы распространены (или были распространены) в афроальпийской и лесной зонах Западной Уганды и востока ДР Конго. На более высоких склонах этих холодных, влажных гор даманы, живущие среди скал, частично ведут дневной и колониальный образ жизни. В горных лесах они ведут древесный, ночной образ жизни и, как правило, более уединенны.

## Питание
Листья, плоды и веточки в кронах деревьев, травы и осока на осыпях. Многочисленные ароматные листья и травы регулярно употребляются в пищу. Эти животные быстро питаются, за день они могут съедать треть массы собственного тела.

## Поведение
В Рувензори и других высокогорьях Центральной Африки эти даманы могут жить в очень высокой плотности. В других местах они, как правило, более рассеяны. Они территориальны и очень агрессивны в брачный сезон. В это время и самцы, и самки выделяют секрецию из своих спинных желез. Ухаживание самца включает в себя следование за самкой, призыв и отряхивание железами с эрекцией полового члена. Беременность длится около 8 месяцев, не по годам развитый новорожденный весом 400 г способен подниматься в первый день.

## Адаптация
Как и у всех древесных даманов, наиболее очевидной особенностью является акробатическая подвижность их относительно длинных конечностей и тела. Преимущественно ночной образ жизни, возможно, стимулировал необычайную громкость, разнообразие и частоту их криков. Громкие привлекающие или территориальные призывы особенно разнообразны, даже внутри одного вида и с одного берега большой реки на другой. Все громкие призывы включают длинную серию криков, которые постепенно становятся громче, достигая кульминации в лае, визге или сдавленных воплях. Чрезвычайная разговорчивость древесных даманов иногда носит сезонный характер и может начаться задолго до наступления темноты и продолжаться всю ночь в пиковые периоды и в районах с высокой плотностью населения.

## Статус
Древесные даманы могут оказаться в опасности из-за вырубки леса в одних местностях, из-за постановки силков в других. Охота с целью добычи мяса и шкур также является серьезной проблемой во многих горах Центральной Африки.